# Spiritusglühlicht

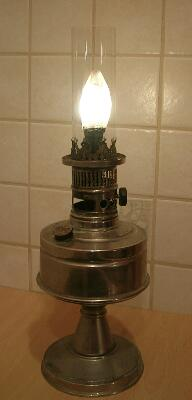
Ein Spiritusglühlicht von Tito Landi, Paris

Ein Spiritusglühlicht ist eine mit Spiritus betriebene Gaslampe, die Licht durch Verbrennen von Spiritusgasen erzeugt.

## Allgemeines
Spiritusglühlichter funktionieren ähnlich wie Starklichtlampen. Spiritus wird durch Wärmezuführung verdampft, der Dampf tritt aus einer Düse aus und saugt in einer Strahlpumpe die zur Verbrennung erforderliche Luft an (Prinzip des Bunsenbrenners). In der Flamme ist ein Glühstrumpf angeordnet, der durch die Flammengase zum Leuchten angeregt wird. Im Unterschied zu Starklichtlampen ist der Tank drucklos. Es können zwei Bauarten unterschieden werden:
Lampen mit oberhalb des Brenners angeordnetem Tank. Hier wird der Brennstoff unter geringem hydrostatischem Druck dem Verdampfer zugeführt, die Beheizung des Verdampfers erfolgt durch die abziehenden Verbrennungsgase. Beispiele für diese Bauart sind die Hersteller Marla und Graetzin.
Lampen mit unterhalb des Brenners angeordnetem Tank. Hier wird der Brennstoff dem Verdampfer durch einen Docht zugeführt. Die zur Verdampfung erforderliche Wärme wird durch einen aus gut wärmeleitenden Material bestehendem Wärmeleiter dem Inneren der Flamme entnommen und nach unten zum Verdampfer geleitet. Der zum Betrieb der Strahlpumpe erforderliche Überdruck wird hier allein durch die Kapillarität des Dochtes aufgebaut. Beispiele sind die Hersteller Tito Landi und Hasag.
Bei beiden Ausführungen muss der Verdampfer bei Inbetriebnahme der Lampe zunächst vorgewärmt werden, meist mit Brennspiritus. Im Betrieb hält der Brenner den Verdampfer selbst auf Temperatur.

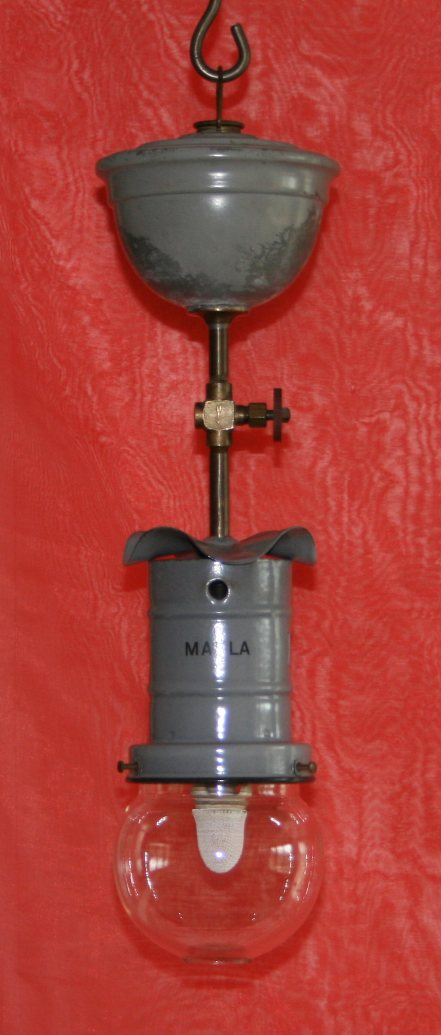
Spiritusglühlicht von Marla

## Unterschied zwischen Benzin- und Spiritus-Glühlichtern
Der Unterschied zwischen Benzin- und Spiritus-Glühlichtern ist oft nicht sichtbar. Immer haben die entsprechenden Lampen unterschiedlich große Düsenbohrungen: Kleinere Bohrungen (zum Beispiel 0,3 mm) werden bei Benzin-Brennern eingesetzt, größere Bohrungen (zum Beispiel 0,7 mm) bei der Verwendung von Brennspiritus.
Bei einigen Herstellern wurde zur Umstellung des Brennstoffes nur die Düse ausgetauscht, andere haben bei Benzin-Glühlichtern zusätzlich einen Schwamm in den Tank eingebracht um beim Umkippen der Lampe das Auslaufen des Brennstoffes zu verhindern.

## Verwendung
Spiritus- und Benzin-Glühlichtlampen werden heute nicht mehr hergestellt. Die damit erreichte Helligkeit ist meist mit der Leistung einer 50-Watt-Glühlampe vergleichbar. Spiritusglühlichter waren (und sind) gut als Wohnraumbeleuchtung einsetzbar; ein Geruch ist kaum festzustellen. Allerdings erzeugt die Lampe auch Hitze, es ist auf sicheren Stand der Lampe und auf Abstand zu entzündlichen Gegenständen zu achten. Wie auch bei einem Kaminofen muss auf ausreichende Belüftung des Raumes geachtet werden.

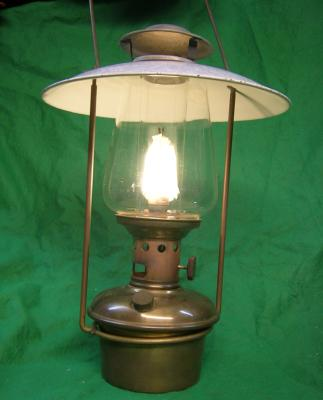
Tito-Landi-Sturmlaterne No. 33 (ab ca. 1933)

## Hersteller
Bekannte Hersteller von Glühlicht Lampen waren beispielsweise die Firmen Ehrich und Graetz (Berlin), Hugo Schneider AG – HASAG (Leipzig), Tito Landi (Paris), Marla GmbH (Berlin), J. Hirschhorn (Berlin) sowie Schwintzer & Gräff (Berlin).

## Ausführungen
Bislang bekannt sind Tischlampen wie die hier abgebildeten Tito-Landi-Lampen sowie Lampen zur Deckenbefestigung (Invertlampen) mit unten liegendem Glühstrumpf (Graetz und Marla).